# 桜丘すみれば自然庭園
桜丘すみれば自然庭園（さくらがおかすみればしぜんていえん）は、東京都世田谷区桜丘に所在する区立公園。都市緑地に分類されている。

## 概要

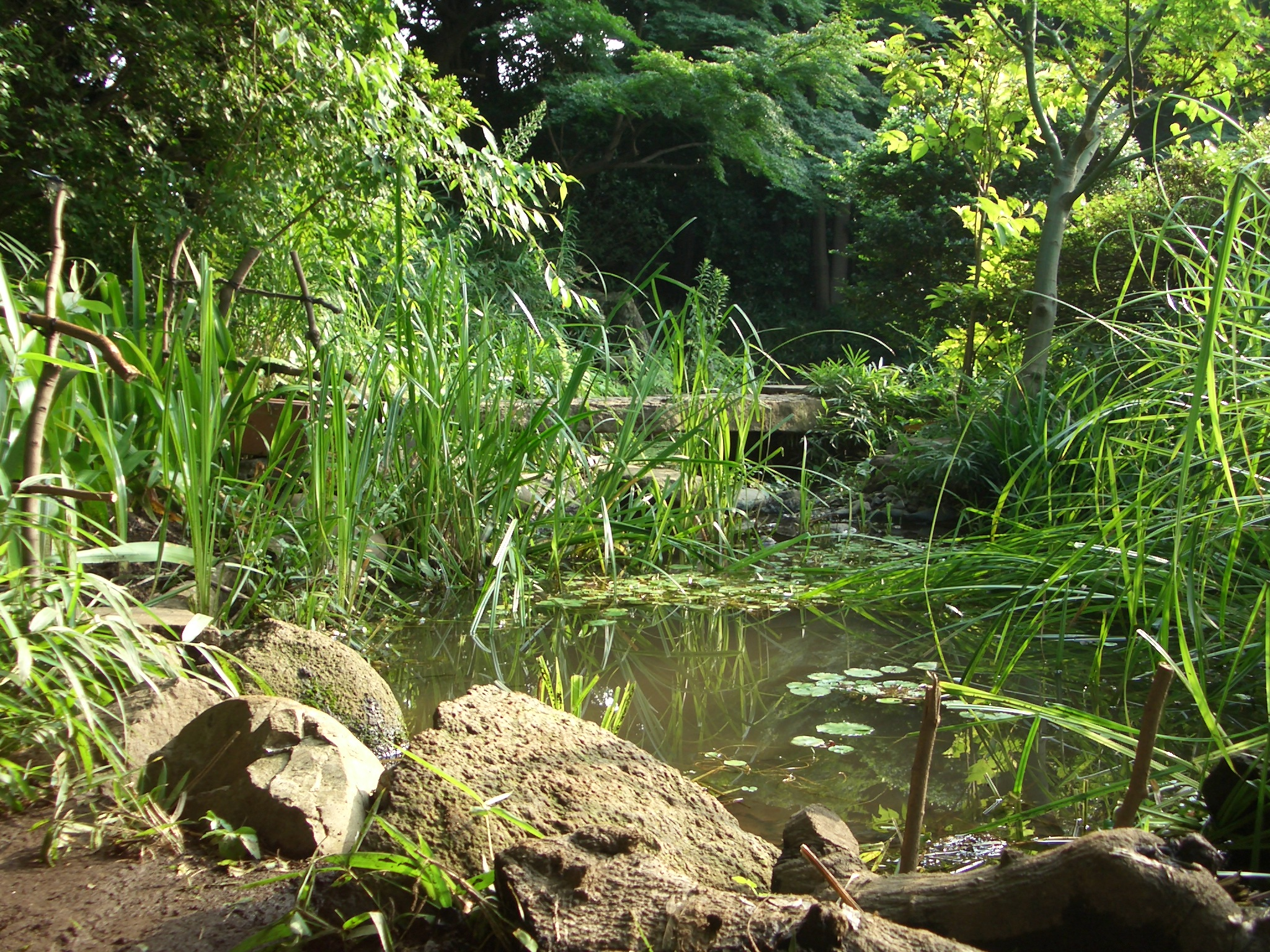
園内にある池

前身は大正時代に羅紗商として成功した植村傳助の邸宅である。武蔵野の風景を再現するという構想のもと、昭和初期に築造された邸宅と庭園の跡地は造園家の戸野琢磨と小形研三、植村家により数十年間に渡って維持保全されていた。
世田谷区は1993年（平成5年）度から跡地の取得を進め、2000年（平成12年）度からは住民参加型ワークショップによる緑地づくりの取り組みを行い、2003年（平成15年）1月31日に区立公園として開園した。管理運営は世田谷区から委託を受けた一般財団法人世田谷トラストまちづくりと市民団体の世田谷すみればネットが協働して行っている。 
敷地内にはネイチャーセンターが設けられており、自然解説員（インタープリター）が常駐する。敷地の西側は環八通りに面している。

## 関連文献
- 大江亮一(2009), 「『桜丘すみれば自然庭園』に見る市民力とマネジメント力 (特集 市民力によるランドスケープマネジメント)」『ランドスケープ研究』 73(3), 200-203, 日本造園学会, NAID 40016958186
- 小出仁志(2010), 「2010 年度日本緑化工学会シンポジウム「みどりの社会」ことはじめ 都市における生き物の住まう緑の保全と創出手法」『日本緑化工学会誌』 36巻 2号 2010年 p.285-290, 日本緑化工学会, doi:10.7211/jjsrt.36.285
- 森高一(2019), 「大都市圏のESD展開における都市型環境教育施設の可能性」 紀要論文『Rikkyo ESD journal』 3/4巻 p.41-44 2019年, NCID AA12631966